# Радзивилл, Николай Фаустин
Князь Николай Фаустин Радзивилл (пол. Mikołaj Faustyn Radziwiłł; 21 мая 1688, Дятлово — 2 февраля 1746, там же) — государственный деятель Великого княжества Литовского, мечник великий литовский, позже — воевода новогрудский (1729—1746). Генерал-лейтенант (1725).

## Биография
Представитель княжеского рода Радзивиллов герба «Трубы». Сын канцлера великого литовского Доминика Николая Радзивилла (1653—1697) и его первой жены княжны Анны Марианны Полубинской. Крупный землевладелец.
Обучался в Несвижском иезуитском коллегиуме. После смерти отца в 1697 году опеку над ним и младшим братом Михалом Антонием получил старший брат Ян Николай.
В 1699 году со старшими братьями поехал за границу. Учился в Париже. В 1704 году вернулся на родину. Получил в наследство староство ковенское.
В период Великой Северной войны со шведами был[уточнить] на стороне Августа II Польского.
Участвовал в качестве посла (депутата) во многих сеймах (1718, 1720, 1722, 1726). В 1721 году подписал в Минске соглашение между Яном Сологубом, подскарбием великим литовским и Михаилом Радзивиллом «Рыбонькой».
Много внимания уделял литовской армии. Некоторое время исполнял обязанности командующего войсками Великого княжества Литовского.
С 1729 года — воевода новогрудский. После смерти Августа II выступал против избрания конфедерацией великопольской шляхты королём Станислава Лещинского, его позицию поддержал брат жены — Игнатий Завиша.
Будучи сторонником избрания на трон Августа III Саксонца, надеялся на получение новых военных должностей для себя и своих сыновей.
Учитывая то, что многочисленные имения Радзивилла и его жены Барбары были отягощены крупными долгами, их семейства не принадлежало к числу богатейших в ВКЛ. Важнейшим имущественным приобретением при жизни Николая Фаустина Радзивилла считается город Бердичев на Украине.
В 1740 году пожертвовал средства на постройку нового здания монастыря сакраменток при костёле св. Казимира в Варшаве, в который вступила его дочь Анна Катажина.
После пожара 1743 года им отстроен в Дятлове костёл Вознесения Пресвятой Девы Марии. После смерти мужа закончила работу его жена в 1751 году.
Был человеком образованным и начитанным. Автор нескольких трудов по истории мира и народах Европы, публицистических произведений. Опубликованы были лишь его короткие описания борьбы с гайдамаками и об изобретении сыном Удальриком машины для очистки ставков, озёр и рек от водорослей и сорняков.
Радзивилл умер в Дятлове 2 февраля 1746 года и был торжественно погребён в родовой усыпальнице в Несвиже, а его сердце — в Дятловском костёле Вознесения Пресвятой Девы Марии.

## Награды
- Кавалер польского ордена Белого Орла;
- Прусский ордена Великодушия (офицерский крест DE LА GЁNЁROSITЁ);
- Орден Святого Александра Невского (1742)[5].

## Семья
В июле 1710 году женился на Барбаре из Завишей, дочери Кшиштофа Завиши, каштеляна минского, которая, будучи энергичной женщиной, благодаря своим связям с Санкт-Петербургом, способствовала его карьере. В браке с ней родилось 15 детей, в том числе:
- Удальрик Криштоф(1712-1770), писатель и поэт;
- Тереза Барбара (1714-1780), жена: 1) Джузеппе Шипионе дель Кампо; 2) Антония Михаила Паца, писаря великого литовского
- Ольбрахт (1717-1790), староста речицкий
- Альбрехт (староста речицкий);
- Ежи, воевода новогрудский;
- Станислав, генерал-лейтенант кавалерии, маршал Трибунала ВКЛ.
- Мария Гертруда (172-д/н), монахиня в Вильно
- Анна Августина (1726-д/н), монахиня
- Бригитта Петронилла (1727—1775), супруга Антония Сологуба, вице-маршала Трибунала Великого княжества Литовского
- Удальрика
- Христофор
- Феликс
- Кароль
- Доминик